# Umweltpreis der Bundesstiftung Umwelt

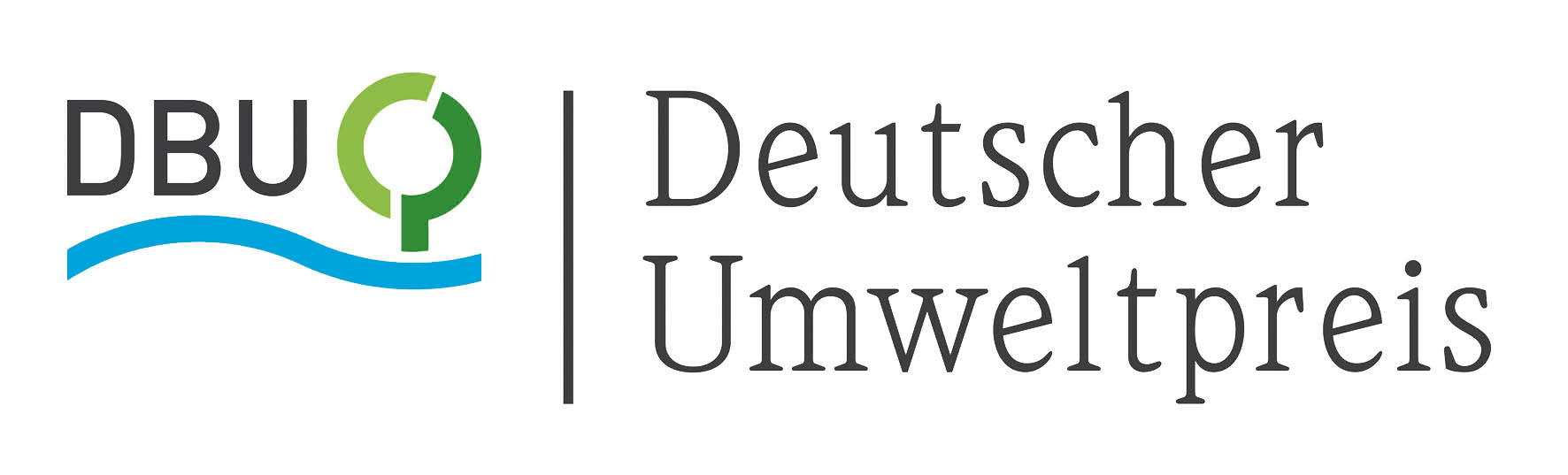
Logo

Der Deutsche Umweltpreis, auch Umweltpreis der Bundesstiftung Umwelt, wird seit 1993 jährlich von der Deutschen Bundesstiftung Umwelt (DBU) verliehen. Mit 500.000 Euro ist es der am höchsten dotierte Umweltpreis in Europa.
Mit der Verleihung werden „Einsatz und Leistungen ausgezeichnet, die jetzt und zukünftig entscheidend und in vorbildhafter Weise zum Schutz und zur Erhaltung unserer Umwelt beitragen“.

## Auswahlkriterien
Folgende Kriterien charakterisieren die Leitidee des Preises:
- Die ausgezeichnete Leistung sollte in erster Linie Vorbildfunktion für andere Personen, Unternehmen und Organisationen besitzen.
- Die zu prämierende Leistung sollte dazu beitragen, Umweltprobleme rechtzeitig zu erkennen und mit Hilfe geeigneter Vorsorge- und Umsetzungsstrategien zu entschärfen.
- Die Verdienste sollten derart überzeugend sein, dass ein Nachahmungseffekt erzielt wird. Entsprechend sollten der Modellcharakter und die praktische Umsetzbarkeit im Vordergrund stehen.
- Innovative, vernetzte ganzheitliche Lösungsansätze werden besonders berücksichtigt. Dabei werden kooperationsstiftende Leistungen mit interdisziplinärer Ausprägung vorrangig bewertet.

## Preisträger
| Jahr | Preisträger | Grund der Verleihung |
| ---- | --- | --- |
| 1993 | Foron Hausgeräte GmbH | Entwicklung des weltweit ersten FCKW- und FKW-freien Kühlschranks |
| 1993 | Wolfgang Haber | Popularisierung des Naturschutzes |
| 1994 | Paul J. Crutzen und Frank Arnold | Untersuchungen zur Entstehung des Ozonlochs |
| 1994 | Verein Ökospeicher und Gemeinde Wulkow | umweltgerechte Entwicklung im ländlichen Raum |
| 1994 | Umweltinitiativen der Wirtschaft in Ostwestfalen                                                                                                  | Umsetzung hoher Umweltstandards |
| 1995 | Georg Winter | umweltorientierte Unternehmensführung |
| 1995 | Klaus Günther | umweltorientierte Unternehmensführung |
| 1996 | Maciej Nowicki | Gründer des polnischen Umweltschutzfonds |
| 1996 | Wilkhahn Wilkening & Hahne GmbH & Co. | Vorbild im Umwelt-Controlling |
| 1997 | Michael Otto | Umweltmanagementsystem beim Otto-Versand |
| 1997 | Bernhard Ulrich | Stoff- und Energieflüsse in Wäldern |
| 1997 | Integral Energietechnik GmbH | Entwicklung eines ungiftigen Kältemittels |
| 1998 | Arbeitsgruppe Klimaforschung am Max-Planck-Institut für Meteorologie in Hamburg                                                                   | globale und regionale Klimamodelle |
| 1998 | Georg Salvamoser | Leistungen in der Photovoltaik |
| 1999 | Klaus Steilmann | Ökologie in Textilien und Bekleidung |
| 1999 | Wilhelm Barthlott | Lotuseffekt für Oberflächen |
| 2000 | Franz Daschner | Umwelt- und Stoffstrommanagement im Krankenhaus |
| 2000 | Aloys Wobben | Windkraftanlagenbau |
| 2001 | Hermann Auernhammer | Arbeiten zu Precision Farming |
| 2001 | Franz Ehrnsperger, Neumarkter Lammsbräu | Entwicklung eines ökologischen Unternehmenskonzeptes für Brauereien |
| 2001 | Wolfgang Feist | Entwicklung des Passivhauskonzeptes |
| 2002 | Peter Lüth | Biologischer Pflanzenschutz durch Mikroorganismen |
| 2002 | Klaus Töpfer | Internationales Engagement für den Umweltschutz |
| 2003 | Claus Mattheck | Forschungsleistung auf dem Gebiet der Bionik, unter anderem die Visual-Tree-Assessment-Methode |
| 2003 | Hermann Josef Schulte | Forschung und Entwicklung umweltfreundlicher Abgastechnologien für den Fahrzeugbau |
| 2004 | Alfred Heinrich Jung | Entwicklung eines neuen Dichtungsprinzips für die chemische Industrie |
| 2004 | Garabed Antranikian | Pionier der Weißen Biotechnologie |
| 2004 | Loki Schmidt | Ehrenpreis Lebensleistung |
| 2005 | Berndt Heydemann | Gründer des Zukunftszentrums Mensch-Natur-Technik-Wissenschaft in Nieklitz |
| 2005 | Joachim Luther | Nutzung der Sonnenenergie |
| 2005 | Heinz Sielmann | Ehrenpreis Lebensleistung |
| 2006 | Hans G. Huber | Technologietransfer zur Wasserbehandlung in Schwellen- und Entwicklungsländern |
| 2006 | Ernst-Detlef Schulze | Erforschung der globalen Erwärmung |
| 2007 | Beate Weber | Engagement für Umwelt- und Klimaschutz |
| 2007 | Carl H. Schmitt und Jürgen Köhler (beide Konvekta AG)                                                                                             | Entwicklung von umweltfreundlichen Kältemitteln |
| 2007 | Hans Joachim Schellnhuber | Klimafolgenforschung |
| 2008 | Ernst Ulrich von Weizsäcker | Umweltpolitiker und -Berater, insbesondere der Vereinten Nationen |
| 2008 | Holger Zinke | Pionier der Weißen Biotechnologie |
| 2009 | Petra Bültmann-Steffin und Carsten Bührer | Entwicklung von Spezial-Heizern auf Basis von Hochtemperatursupraleitern |
| 2009 | Bo Barker Jørgensen | Beitrag zum Verständnis mikrobieller Vorgänge im Meer |
| 2009 | Angelika Zahrnt | jahrzehntelanger Einsatz für den Umweltschutz |
| 2010 | Winfried Barkhausen und Edwin Büchter | Entwicklung mobil einsetzbarer Lasertechnik |
| 2010 | Rainer Grießhammer | hat umweltpolitische Problemlösungen vorangebracht und das Thema Nachhaltigkeit im Alltag der Menschen verankert |
| 2010 | Michail Gorbatschow | für sein internationales Umweltschutzengagement |
| 2011 | Joachim Alfred und Joachim Georg Wünning | für eine spezielle Verbrennungstechnik, die in den energieintensiven Schlüsseltechnologien weltweit eine effizientere Energieverwendung und deutliche Emissionsminderungen ermöglicht (FLOX-Verfahren)                |
| 2011 | Jürgen Schmidt | für das klimaneutrale Versandhaus Memo AG, welches zu nachhaltigem Konsum in Büro, Schule, Haushalt und Freizeit beiträgt                                                                                             |
| 2012 | Günther Cramer | dafür, dass er „durch konsequentes Fokussieren auf Forschung und Entwicklung die SMA von einem kleinen Ingenieurbüro zum global agierenden Technologie- und Marktführer mit mehr als 5500 Mitarbeitern“ aufgebaut hat |
| 2012 | Andreas Bett und Hansjörg Lerchenmüller | dafür, dass sie „mit ihren wegweisenden technischen Entwicklungen und persönlichem Einsatz in der Photovoltaik weltweit Maßstäbe gesetzt und sie damit global maßgeblich vorangebracht“ hätten                        |
| 2013 | Ursula Sladek | Mitbegründerin der Elektrizitätswerke Schönau |
| 2013 | Carmen Hock-Heyl | Firmengründerin von Thermo-Hanf |
| 2014 | Peter Hennicke | Energieeffizienzexperte |
| 2014 | Gunther Krieg | Firmengründer von UNISENSOR Sensorsysteme |
| 2014 | Hubert Weinzierl | Ehrenpreis für lebenslanges Engagement im Naturschutz |
| 2015 | Mojib Latif | Klima- und Meeresforscher |
| 2015 | Johan Rockström | Direktor des Stockholm Resilience Centre |
| 2015 | Michael Succow | Ehrenpreis für lebenslanges Engagement im Naturschutz |
| 2016 | Bas van Abel | Fairphone-Gründer, Unternehmer, für das Ziel, ein ethisch vertretbares Smartphone herzustellen |
| 2016 | Angelika Mettke | Wissenschaftlerin (BTU), Recycling-Expertin, für den Einsatz von wiederverwertbaren Betonteilen und Recycling-Beton                                                                                                   |
| 2016 | Walter Feeß | Unternehmer (Heinrich Feeß GmbH & Co. KG), Recycling-Experte, für den Einsatz von wiederverwertbaren Betonteilen und Recycling-Beton                                                                                  |
| 2017 | Inge Sielmann, Kai Frobel und Hubert Weiger | Einsatz für das erste und größte gesamtdeutsche Naturschutzprojekt, das Grüne Band Deutschland |
| 2017 | Bernhard Oswald und Johannes Oswald | Entwicklung eines besonders energiesparenden Elektromotors |
| 2017 | Tony de Brum | Entscheidende Mitwirkung am Zustandekommen der „High Ambition Coalition“ für den Klimaschutz (Ehrenpreis, posthum) |
| 2018 | Antje Boetius | für ihre wissenschaftlichen Leistungen in der Tiefsee- und Polarforschung |
| 2018 | Roland Arnold Müller, Manfred van Afferden, Mi-Yong Lee (Mi-Yong Becker) und Wolf-Michael Hirschfeld (alle Helmholtz-Zentrum für Umweltforschung) | für neuartige Systemlösungen dezentraler Abwasserreinigung |
| 2019 | Ingrid Kögel-Knabner | für ihre wissenschaftlichen Leistungen in der Bodenforschung |
| 2019 | Reinhard Schneider (geschäftsführender Gesellschafter von Werner & Mertz)                                                                         | für Nutzung von Rezyklaten und heimischen Pflanzen als Rohstoff |
| 2020 | Ottmar Edenhofer | für seinen Beitrag zur CO2-Bepreisung |
| 2020 | Annika Trappmann und Hugo Sebastian Trappmann (Geschäftsführer der Blechwarenfabrik Limburg)                                                      | für ihr herausragendes Engagement für den Klimaschutz |
| 2020 | Martin Sorg (Entomologischer Verein Krefeld) | Ehrenpreis für die wissenschaftliche Untermauerung massiver Insektenrückgänge in der „Krefelder Studie“ |
| 2021 | Katrin Böhning-Gaese | für die Forschung zu den Folgen des Artenverlustes |
| 2021 | Hans Joosten | für seine Arbeit in der Moorforschung |
| 2022 | Friedrich Mewis und Dirk Lehmann | für den „Becker Mewis Duct“, eine energiesparende Vorrichtung für langsamfahrende Schiffe, die damit auch zu einem verminderten Ausstoß von Treibhausgasen beiträgt                                                   |
| 2022 | Christof Schenck (Geschäftsführer der Zoologischen Gesellschaft Frankfurt, ZGF)                                                                   | für seinen Einsatz, große Wildnisrefugien zu schützen |
| 2022 | Myriam Rapior (als Vertreterin der jungen Umweltbewegung) und Kathrin Muus (als junge Engagierte aus der Landwirtschaft)                          | Ehrenpreis für den Brückenbau zwischen Umwelt und Landwirtschaft in der 2020 von der Bundesregierung ins Leben gerufenen Zukunftskommission Landwirtschaft und ihren Beitrag für deren Abschlussbericht 2021          |
| 2023 | Friederike Otto | für ihre Forschungsarbeiten um die Zuordnungsforschung |
| 2023 | Dagmar Fritz-Kramer (Geschäftsführerin der Bau-Fritz GmbH & Co. KG)                                                                               | für ihre Vorreiterrolle in der Bauindustrie |
| 2024 | Franziska Tanneberger | für ihre Forschung zu Mooren und deren Rolle für Klima und Biodiversität |
| 2024 | Thomas Speidel (Gründer und Geschäftsführer von ads-tec Energy)                                                                                   | für ein System zum schnelleren Laden von Elektroautos |